# ヒメハギ目
ヒメハギ目 (Polygalales) は被子植物の双子葉植物に属する目の1つで、ヒメハギ科をタイプ科とするもの。クロンキスト体系で使われる。7科が含まれる。

## 分類

### クロンキスト体系
クロンキスト体系ではバラ亜綱に属する目として、7科を含めている。
- 被子植物門 Magnoliophyta
  - 双子葉植物綱 Magnoliopsida
    - バラ亜綱 Rosidae
      - ヒメハギ目 Polygalales
        - キントラノオ科 Malpighiaceae
        - ウォキシア科 Vochysiaceae
        - トリゴニア科 Trigoniaceae
        - トレマンドラ科 Tremandraceae
        - ヒメハギ科 Polygalaceae
        - クサントフィルム科 Xanthophyllaceae
        - クラメリア科 Krameriaceae

### 他の体系
ヒメハギ科はAPG植物分類体系ではマメ目に、新エングラー体系ではミカン目に属している。そのため、これらの分類体系ではヒメハギ目の名称は使われない。